# 輪耕
輪耕是耕種的形式，是指在某塊土地耕種一段時間，其肥力下降後，即將之荒廢（休耕），改為耕種其他土地；待原來土地肥力回升後，再重新耕種；類似遊牧民族的「逐水草而居」制度。輪耕通常在開發中國家實行；其能支持的人口有限，若人口上升到某個水平，使休耕的時間不夠長，肥力未回復到原來水平，長遠肥力就會逐漸下降。

## 休耕
休耕時，農夫會種一些綠肥作物，目的是為了讓土地更肥沃。

## 原因
1. 土地的有機物質和養分十分有限，長期的耕作會破壞土壤中養分的平衡。
2. 連續耕作會使土壤中病蟲害加重，特別是連種同一類作物。比如，根結線蟲、立枯病等傳染病蟲害就會特別嚴重，而影響收成。
3. 土壤長年耕作會使土地鹽鹼化，沙化。

## 另見
- 刀耕火種
- 輪作
- 休漁期